# Sabulodes subcaliginosa
Sabulodes subcaliginosa är en fjärilsart som beskrevs av Paul Dognin 1911. Sabulodes subcaliginosa ingår i släktet Sabulodes och familjen mätare. Inga underarter finns listade.